# Helge Larsson
Helge Teodor Larsson (Stoccolma, 25 ottobre 1916 – Stoccolma, 19 novembre 1971) è stato un canoista svedese.

## Palmarès

### Olimpiadi
- 1 medaglia:
  - 1 bronzo (Berlino 1936 nel K-2 10000 metri)